# Arpin
Arpin és una població dels Estats Units a l'estat de Wisconsin. Segons el cens del 2000 tenia 337 habitants.

## Demografia
Segons el cens del 2000, Arpin tenia 337 habitants, 139 habitatges, i 93 famílies. La densitat de població era de 153,1 habitants per km².
Dels 139 habitatges en un 33,8% hi vivien nens de menys de 18 anys, en un 54,7% hi vivien parelles casades, en un 0% dones solteres, i en un 32,4% no eren unitats familiars. En el 26,6% dels habitatges hi vivien persones soles el 12,9% de les quals corresponia a persones de 65 anys o més que vivien soles. El nombre mitjà de persones vivint en cada habitatge era de 2,42 i el nombre mitjà de persones que vivien en cada família era de 2,96.
Per edats la població es repartia de la següent manera: un 26,7% tenia menys de 18 anys, un 5,3% entre 18 i 24, un 33,5% entre 25 i 44, un 16% de 45 a 60 i un 18,4% 65 anys o més.
L'edat mediana era de 37 anys. Per cada 100 dones de 18 o més anys hi havia 93 homes.
La renda mediana per habitatge era de 31.563 $ i la renda mediana per família de 43.125 $. Els homes tenien una renda mediana de 32.019 $ mentre que les dones 21.964 $. La renda per capita de la població era de 15.812 $. Aproximadament el 2% de les famílies i el 4,3% de la població estaven per davall del llindar de pobresa.

## Poblacions més properes
El següent diagrama mostra les poblacions més properes.